# Urodasys spirostylus
Urodasys spirostylus är en djurart som tillhör fylumet bukhårsdjur, och som beskrevs av Schoepfer-Sterrer 1974. Urodasys spirostylus ingår i släktet Urodasys och familjen Macrodasyidae. Inga underarter finns listade i Catalogue of Life.